# Geta, Åland
Geta kommun är den nordligaste kommunen på den fasta delen av det autonoma och enspråkigt svenska öriket Åland, tillhörigt Finland. Det är en liten kommun med drygt 500 invånare och runt 25 anställda, 40 kilometer norr om huvudstaden Mariehamn. Kommunens centralort är Vestergeta.

Ålands kommuner

## Geografi
Geta kommun utgör, tillsammans med Finströms kommun, Saltviks kommun och Sunds kommun på norra Åland, det "ursprungliga", "Egentliga Åland".
Öppna jordbruks- och kulturlandskap präglar landskapsbilden i kommunens södra delar. De västra och östra delarna består av skärgårdsmiljöer, medan de norra delarna domineras av djupa skogar och höga berg sluttande direkt mot Norrahavet (Bottenhavet). Getabergen är populära bland klättrare och vandrare.
Exempel på byar och hemman i kommunen är Vestergeta, Bolstaholm, Dånö, Finnö, Gräggnäs, Höckböle (med naturreservatet Höckböleholmen), Isaksö, Labbnäs, Möckelgräs, Olofsnäs, Pantsarnäs, Skinnarböle, Snäckö och Östergeta. Här finns också bergen Havisberget, Husklint och Signildskrubba, öarna Andersö och Rankoskär samt halvöarna Dånö Gamlan och Tällskär. Skråbjörkö är en ö tillhörande Geta kommun. Geografiskt sett är ön dock helt omgärdad av Hammarlands kommun.
Geta kommun gränsar mot Finström, Hammarland och Saltviks kommun. Den totala arealen är 187 km², varav 84 km² utgör land.

## Historia
Det var dessa markområden, med sina nu höga berg, som först reste sig ur havet och bildade den ö som kom att kallas Åland. Här på den nordligaste delen av det som idag kallas "Fasta Åland", bosatte sig de första människorna och här hade makten sitt säte ända fram till modern tid. Bland annat i Vestergeta och Östergeta finns gott om fornminnen och historiska lämningar i form av grav- och boplatsområden ända från stenåldern.
Historiskt har Geta varit föregångare inom turism och sjöfarts-/varvssammanhang. I Getabergen uppfördes redan 1931 Ålands första turisthydda, och runtom i kommunen har funnits åtskilliga varv för byggnation av såväl segelfartyg som traditionella Getasnipan.
Namnet Geta antas komma antingen från det att man i historisk tid hållit getter som boskap på Getaön och/eller i Getabergen, eller från det fornnordiska verbet "geta (gäta)", som betyder att vakta, ge akt på eller även att fånga/få tag på/i något. De höga Getabergen vid Norrahavet (Bottenhavet) förmodas ha använts till vaktande ut mot havet av bofasta säljägare och sjöfarande under vikingatiden.

## Sevärdheter
- Dånö hembygdsmuseum visar hur man levde i ett typiskt lots- och fiskartorp förr i världen.[5]
- Geta kyrka i Vestergeta från tiden strax efter 1450.[5]
- Getabergen, Ålands fjärde högsta berg, (107 meter högt) är en storslagen utsiktsplats med tillhörande utsiktstorn och om man följer stigen hittar man Getagrottan som var tillflyktsort för ortsbefolkningen under stora ofreden i början av 1700-talet.[5]

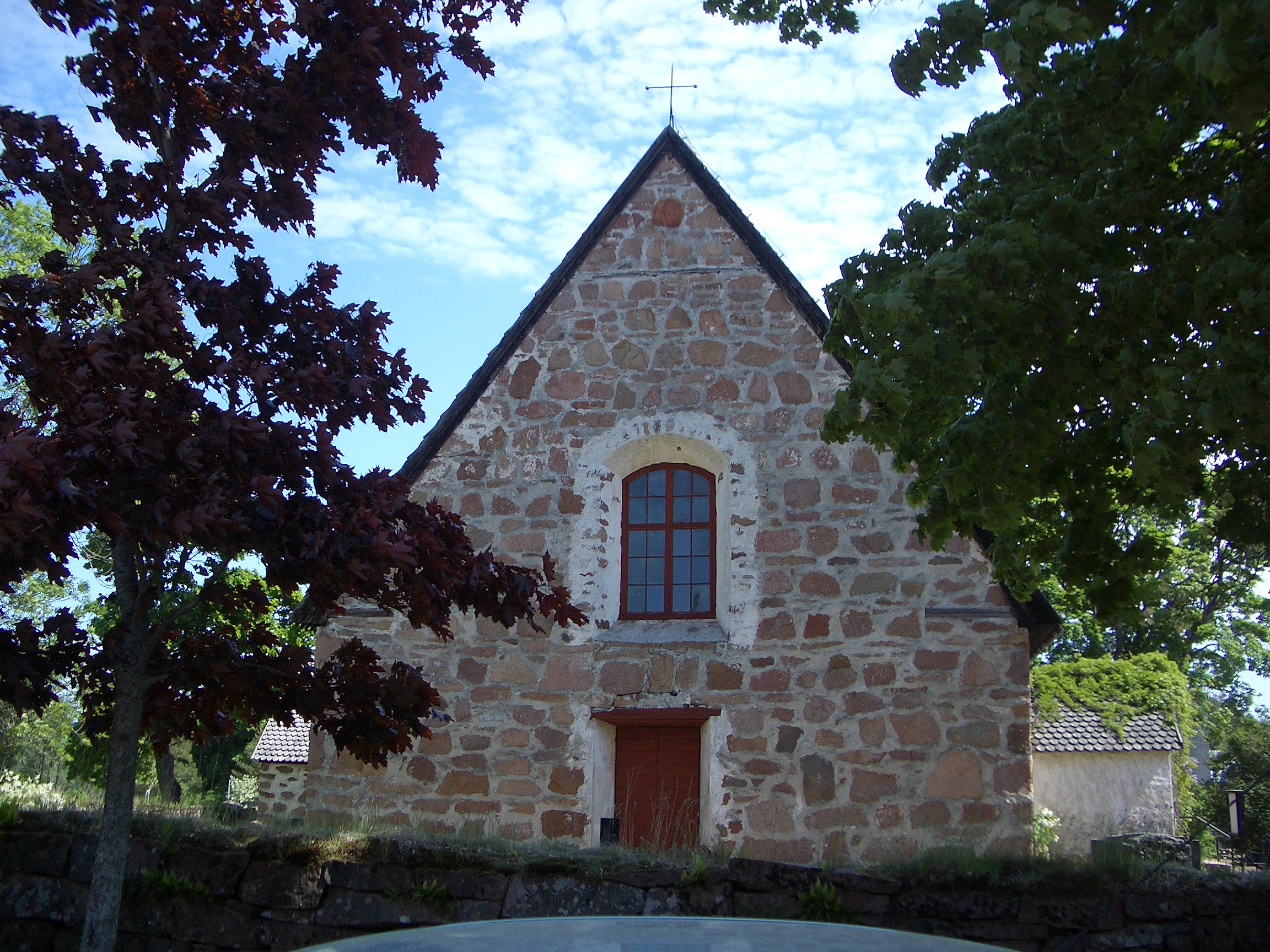
Geta kyrka
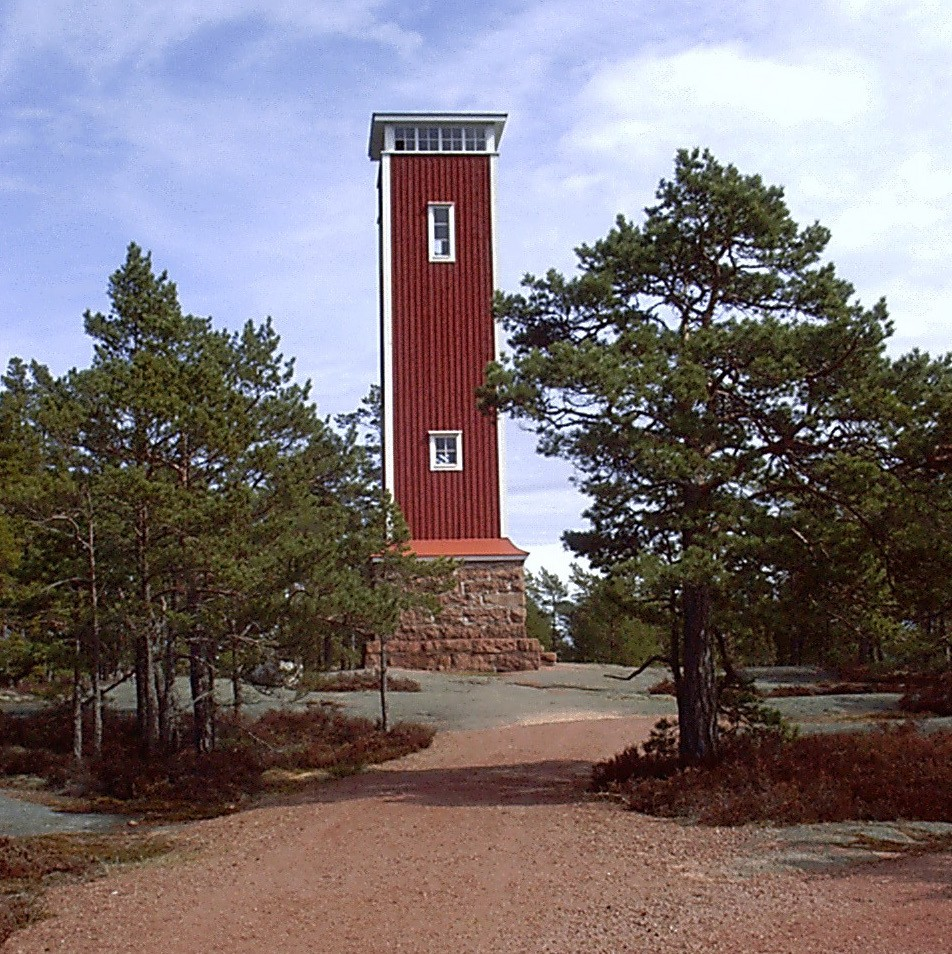
Getabergens utsiktstorn
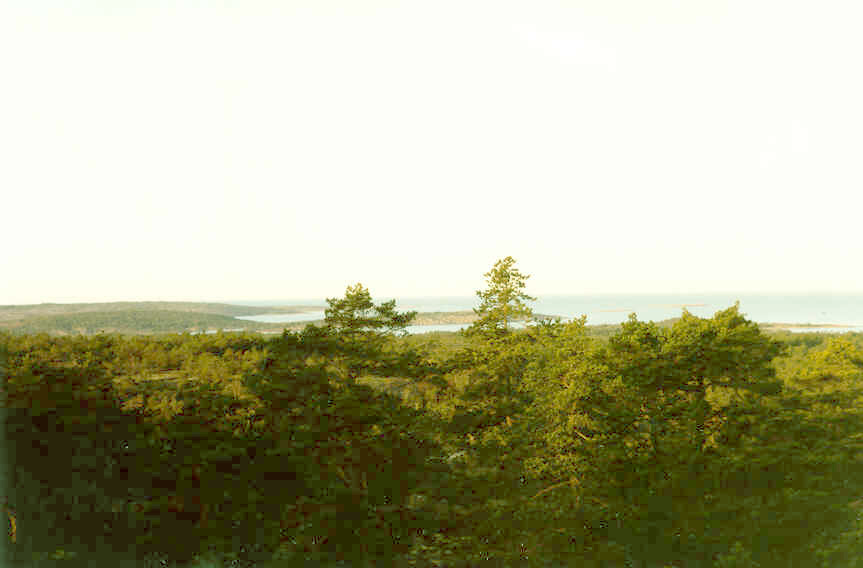
Soltuna

## Service
I Vestergeta finns kommunkontor, daghem, skola (åk 1-6), bibliotek, äldreboende, socialvård, kultur- och fritidsverksamhet, vuxenutbildning, kommunalteknik, brandstation, idrottsplats, Getaboden. Butiken fungerar också som postombud, bensinmack, infopunkt med mera. I kommunen finns också ett antal utmärkta stigar och vandringsleder, hembygdsgård och kulturarvsstuga, småbåtshamn och gästbrygga. Här ordnas återkommande evenemang såsom poesi- och visfestival, Getadagsmarknad och fisketävlingar med mera.

## Näringsliv
Geta kommun är en av tradition jordbruksdominerad bygd, där jord- och skogsbruk och till viss del även fiske än idag utgör viktiga näringar. Äppelodling och boskapshållning utgör utmärkande inslag. Somliga gårdar håller öppet för gårdsförsäljning. Små- och egenföretagandet är omfattande, med många byggnads- och hantverksrelaterade samt inom service och turism verksamma aktörer. 
Inom kommunen finns hotell, restauranger, caféer, stugbyar samt hantverksbodar, verkstäder med mera. Tillverkningsindustrin är måttlig. Getas största företag är Hotell och Resort HavsVidden, turiststationen Soltuna samt butiken Getaboden. Största arbetsgivare är kommunen med cirka 25 anställda.

## Kommunikationer
Många getabor arbetspendlar, främst till Godby och Mariehamn. Det finns även allmänna bussförbindelser, och sommartid cykelfärja till Hammarland. Närmaste flygplats finns utanför Mariehamn, och färjehamnar för passagerartrafik finns i Eckerö, Långnäs och Mariehamn.

## Demografi
Kommunens befolkning har nästan halverats på hundra år, från 969 invånare år 1910 till 475 invånare 2010. De senaste åren har antalet legat relativt stabilt kring 500 invånare.

### Befolkningsutveckling
| Befolkningsutvecklingen i Geta kommun 1910–2020                | Befolkningsutvecklingen i Geta kommun 1910–2020 | Befolkningsutvecklingen i Geta kommun 1910–2020 | Befolkningsutvecklingen i Geta kommun 1910–2020 | Befolkningsutvecklingen i Geta kommun 1910–2020 |
| -------------------------------------------------------------- | ----------------------------------------------- | ----------------------------------------------- | ----------------------------------------------- | ----------------------------------------------- |
|                                                                |                                                 |                                                 |                                                 |                                                 |
| År                                                             |                                                 |                                                 | Folkmängd                                       |                                                 |
| 1910                                                           | 1910                                            |                                                 | 969                                             |                                                 |
| 1920                                                           | 1920                                            |                                                 | 868                                             |                                                 |
| 1930                                                           | 1930                                            |                                                 | 783                                             |                                                 |
| 1940                                                           | 1940                                            |                                                 | 756                                             |                                                 |
| 1950                                                           | 1950                                            |                                                 | 775                                             |                                                 |
| 1960                                                           | 1960                                            |                                                 | 594                                             |                                                 |
| 1970                                                           | 1970                                            |                                                 | 471                                             |                                                 |
| 1980                                                           | 1980                                            |                                                 | 471                                             |                                                 |
| 1990                                                           | 1990                                            |                                                 | 478                                             |                                                 |
| 2000                                                           | 2000                                            |                                                 | 478                                             |                                                 |
| 2010                                                           | 2010                                            |                                                 | 475                                             |                                                 |
| 2020                                                           | 2020                                            |                                                 | 511                                             |                                                 |
| Anm: Uppgifterna avser förhållandena den 31 december varje år. |                                                 |                                                 |                                                 |                                                 |

### Språk
Befolkningen efter språk (modersmål) den 31 december 2024.
| Språk    | Enligt 2024-12-31 | Enligt 2024-12-31 |
| Språk    | Antal             | Andel (%)         |
| -------- | ----------------- | ----------------- |
| Totalt   | 514               | 100,0             |
| Svenska  | 422               | 82,1              |
| Finska   | 22                | 4,3               |
| Lettiska | 18                | 3,5               |
| Engelska | 8                 | 1,5               |
| Estniska | 4                 | 0,8               |
| Ryska    | 3                 | 0,6               |
| Rumänska | 2                 | 0,4               |
| Thai     | 0                 | 0,0               |
| Övrigt   | 35                | 6,8               |

|  | Svenska (82,1 %) |

|  | Finska (4,3 %) |

|  | Övrigt (13,6 %) |

|  | Svenska (82,1 %) |

|  | Finska (4,3 %) |

|  | Övrigt (13,6 %) |

## Förvaltning
Geta kommun har omfattande samarbeten med andra kommuner - främst i den region som kallas Norra Åland. Somliga funktioner sköts inom ramen för olika kommunalförbund såsom Norra Ålands Utbildningsdistrikt (NÅUD), Kommunernas socialtjänst k.f. och Oasen boende- och vårdcenter.
De kommunala beslutsorganen utgörs av kommunfullmäktige och kommunstyrelse samt ett antal nämnder. Somliga såväl nämnder som kanslier är gemensamma med andra kommuner, och vissa tjänster köps från externa aktörer. Det egna kommunkansliet finns i Vestergeta by och bemannas av kommundirektör på heltid samt byråsekreterare, ekonomisekreterare och kommuntekniker på deltid. Inför år 2009 avskaffade kommunen fastighetsskatten för stadigvarande bostadsbyggnad.
I kommunen finns omkring dubbelt så många fritidsstugor som permanentbebodda hus. Det finns även såväl kommunala som privata hyresbostäder.